# Niccolò Pisani

Stemma Pisani

Niccolò Pisani (Venezia, ... – Venezia, 20 novembre 1355) è stato un ammiraglio italiano dell'importante famiglia veneziana dei Pisani. Fu il capo delle forze navali veneziane nella guerra degli Stretti.

## Biografia

### Origini
Le sue origini sono incerte, è però attestato che il 13 marzo 1339 fu incaricato di trasportare nel Bosforo gli ambasciatori veneziani, carica che ricoprì la carica fino a dicembre quando fu nominato castellano di Modone dove rimase fino all'estate del 1342. Concluso il mandato a Modone il Pisani ritornò nella marineria veneziana e fu assunto come capitano di galea con il compito difendere i possedimenti veneziani nell’Egeo e attaccare le navi pirata grazie alle quali il 26 febbraio 1345 ottenne una cospicua ricompensa.

### Carriera militare
Nel 1345 il Pisani prese parte alle crociate di Smirne prendendo il comando sia della flotta veneta che di quella pontificia giunta in soccorso con il compito di soccorrere i mercanti operanti lungo la costa anatolica. Conclusa la sua attività nella crociata il 1º aprile 1350 fu nominato ad ambasciatore ad Avignone insieme a Pancrazio Zorzi e Giovanni Steno, al fine di indurre papa Clemente VI a partecipare a una lega contro l'Impero ottomano, ma in realtà contro la Repubblica di Genova. Fu poi capo delle forze navali nella guerra degli Stretti.